# 海底遺跡
海底遺跡（かいていいせき）とは、海底にある遺跡である。通常は、湖底や川底にある遺跡も、海底遺跡という用語で一括される。類語に水中遺跡があるが、いずれも近年では、国際的には水中文化遺産（すいちゅうぶんかいさん、英語：underwater cultural heritage）という表現に統一されつつある。

## 概要
国際連合教育科学文化機関（ユネスコ）の水中文化遺産保護条約によれば、水中文化遺産とは、文化的、歴史的、または考古学的な性格を有する人類の存在のすべての痕跡であり、その一部または全部が定期的あるいは恒常的に、少なくとも100年間水中にあった次の三つのものである。第一は、遺跡、構築物、建造物、人工物および人間の遺骸で、考古学的および自然的な背景を有するもの、第二は、船舶、航空機、その他の乗物もしくはその一部、その貨物あるいはその他の積載物で、考古学的および自然的な背景を有するもの、第三は、先史学的な性格を有するものである。この第一と第三の範疇に入る水中文化遺産が、日本語の海底遺跡という概念にもっとも近い。しかし、時として、第二の範疇に入る沈没船遺構などが、海底遺跡の範囲に含まれる場合もある。
海底や湖底に遺跡が存在する要因としては、もともと陸上にあった都市や遺跡が、地震や火山活動などに起因する地殻変動の影響により沈降したり、地すべりにより海洋や湖沼に流出したり、海面上昇あるいは水位変動の結果として水没したりしてきた帰結であると考えられている。縄文海進や弥生海退として知られているように、海岸線はつねに変動を繰り返しており、かつては渚にあった住居址や貝塚が海底から発掘されるという事例は少なくない。長崎県の五島列島にある江湖貝塚は、縄文前期の遺跡であると考えられているが、通常は海没しており、大潮の干潮時のみ干潟上にその姿をあらわす。元寇の古戦場である鷹島神崎遺跡からは、約8500年前の縄文土器片が出土した。海洋考古学や深海考古学の発達により、氷期に陸上であった大陸棚から近年、多数の遺物や遺構が発見され始めている。
世界的には、地震により海に沈降してしまったジャマイカ島のポート・ロイヤル、ローマ時代の海没都市であるナポリ湾にあるバイア海底考古学公園、エジプトのアレクサンドリアやヘラクレイオンの海底遺跡などが知られている。世界で初めて水中文化遺産として世界遺産に登録されたアルプス山脈周辺の先史時代の杭上住居群は若干例外で、もともと湖上に建設されていた杭上家屋の杭の部分が、現在にいたるまで湖底に残存しているというものである。日本では、水位変動により現在は水没してしまっている長野県の諏訪湖底曽根遺跡や滋賀県の琵琶湖湖底遺跡が著名である。琵琶湖には100か所以上もの類似の遺跡があり、粟津湖底遺跡は琵琶湖の水位変動あるいは地盤の沈降によって、下坂浜千軒遺跡は天正地震により発生した地すべりによって水没してしまった水中文化遺産であると考えられている。
アトランティスやムー大陸も海底に沈降したという伝説があるため、太平洋や大西洋の海底にも海底遺跡が存在するのではないかという説がある。しかし、関連する水中文化遺産は発見されてきておらず、その実在は疑われている。海没したのではなく、もともと高度な文明で、海底に都市を築いていたという荒唐無稽な空想もある。ただし、アトランティスについていえば、アトランティスに比定されることもあるギリシャのサントリーニ島の周辺海域の火山活動により陥没した海底から、当時の遺跡や遺物が発見されるという可能性は残っている。日本でも、ムー大陸の一部と主張されることもある与那国島海底地形が、地元で「海底遺跡」と語られた時期もあった。しかし、地学上は人工物ではない節理による自然地形であると説明できるため、海底遺跡あるいは水中文化遺産であるという蓋然性は、海洋考古学では完全に否定されている。